# Komiža (urbanistička cjelina)
Kulturno-povijesna urbanistička cjelina grada Komiže predstavlja zaštićeno kulturno dobro.

## Opis dobra
Komiža je smještena na obali uvale na zapadnoj strani otoka Visa, a tvori je Mala i Vela Banda, te uski obalni pojas, Luka, između njih. Prvi tragovi naselja datiraju iz 15. st. Pretpostavlja se da je Komiški poluotočić na Veloj Bandi najstariji dio naselja branjenog kaštelom. U baroku je u tom dijelu naselja formirana karakteristična mreža uskih uličica s visokim katnicama i dvorištima iza ukrašenih portala. Mala Banda je nastala početkom 16. st. sučelice poluotočiću. Stilske zgrade tog dijela grada iz 16. i 17. stoljeća, zabatima okrenute moru, građene na samom morskom žalu, imaju obilježja ladanjske arhitekture. U 19. st. na spoju Male i Vele Bande nastao je trg Škor i riva.

## Zaštita
Pod oznakom Z-5094 zavedena je pod vrstom "kulturno-povijesna cjelina", pravna statusa zaštićena kulturnog dobra, klasificirano kao "urbana cjelina".